# Supermellanvikt
Supermellanvikt är en tävlingsklass inom flera idrotter, bland annat boxning och MMA. MMA-utövare i supermellanvikt får väga som mest 88,5 kilo. För proffsboxare är gränsen 76,203 kilo.